# Ingmar Penzhorn
Ingmar Penzhorn (* 15. April 1980) ist ein deutscher Floorballspieler (Stürmer).
Bis 2010 spielte Penzhorn in der deutschen Bundesliga für den SC DHfK Leipzig (früher auch CFC Leipzig). Zuvor hatte er auch für die Löwen Leipzig gespielt. Aus beruflichen Gründen – Penzhorn ist Gymnasiallehrer – wechselte er 2010 zum Schweizer Klub Unihockey Langenthal-Aaarwangen (ULA) in die NLB. Für die deutsche Nationalmannschaft bestritt Penzhorn bislang 67 Länderspiele. 2011 folgte innerhalb der Schweiz ein Wechsel zu Unihockey Luzern (ULU). Die Saison 2012/13 bestritt er bei Unihockey Limmattal, 2014 kehrte er dann zum SC DHfK Leipzig zurück und arbeitet an der Max-Klinger-Schule.